# كازوتو تسيوكي
كازوتو تسيوكي (باليابانية: 筑城 和人) (مواليد 14 أغسطس 1984)، هو لاعب كرة قدم ياباني سابق كان يلعب كمدافع.

## وصلات خارجية
- كازوتو تسيوكي على موقع رابطة كرة القدم اليابانية للمحترفين (اليابانية)
- كازوتو تسيوكي على موقع قاعدة بيانات كرة القدم.إي يو (الإنجليزية)
- كازوتو تسيوكي على موقع Soccerway.com (الإنجليزية)
- كازوتو تسيوكي على موقع عالم كرة القدم.نت (الإنجليزية)